# Itlidim
Itlidim – miejscowość w Egipcie, w muhafazie Al-Minja. W 2006 roku liczyła 24 536 mieszkańców.